# Ленжек (Великопольське воєводство)
Ленжек (пол. Łężek) — село в Польщі, у гміні Ксьонж-Велькопольський Сьремського повіту Великопольського воєводства.
Населення — 139 осіб (2011).
У 1975-1998 роках село належало до Познанського воєводства.

## Демографія
Демографічна структура станом на 31 березня 2011 року:
|          | Загалом | Допрацездатний вік | Працездатний вік | Постпрацездатний вік |
| -------- | ------- | ------------------ | ---------------- | -------------------- |
| Чоловіки | 71      | 16                 | 51               | 4                    |
| Жінки    | 68      | 12                 | 53               | 3                    |
| Разом    | 139     | 28                 | 104              | 7                    |